# 鹿児島市立星峯東小学校
鹿児島市立星峯東小学校（かごしましりつ ほしがみねひがししょうがっこう）は、鹿児島県鹿児島市星ヶ峯一丁目にある公立小学校。
地名は星ヶ峯であるが、校名にはヶは付かない。（星峯西小、星峯中も同じ）

## 沿革
- 1988年（昭和63年） - 鹿児島市立星峯西小学校から分離

## 校区
- 星ヶ峯一丁目、星ヶ峯二丁目の全域